# Rhaphidorrhynchium subfalcatulum
Rhaphidorrhynchium subfalcatulum là một loài rêu trong họ Sematophyllaceae. Loài này được (Broth. & Watts) Broth. mô tả khoa học đầu tiên năm 1925.